# AVRO

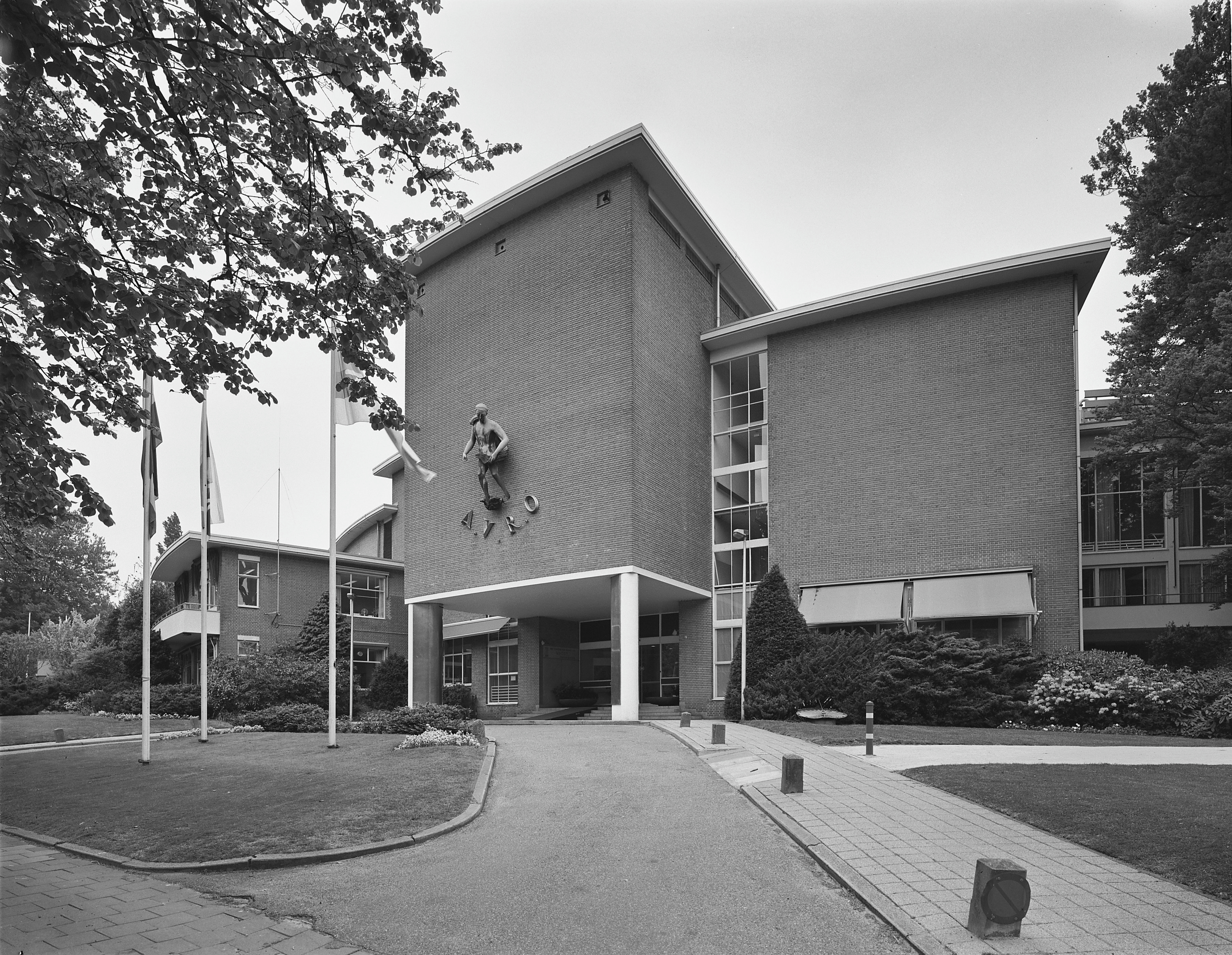
Voorgevel AVRO-studio te Hilversum; ontworpen door Karsten en Merkelbach (1936), voorbeeld van het nieuwe bouwen.

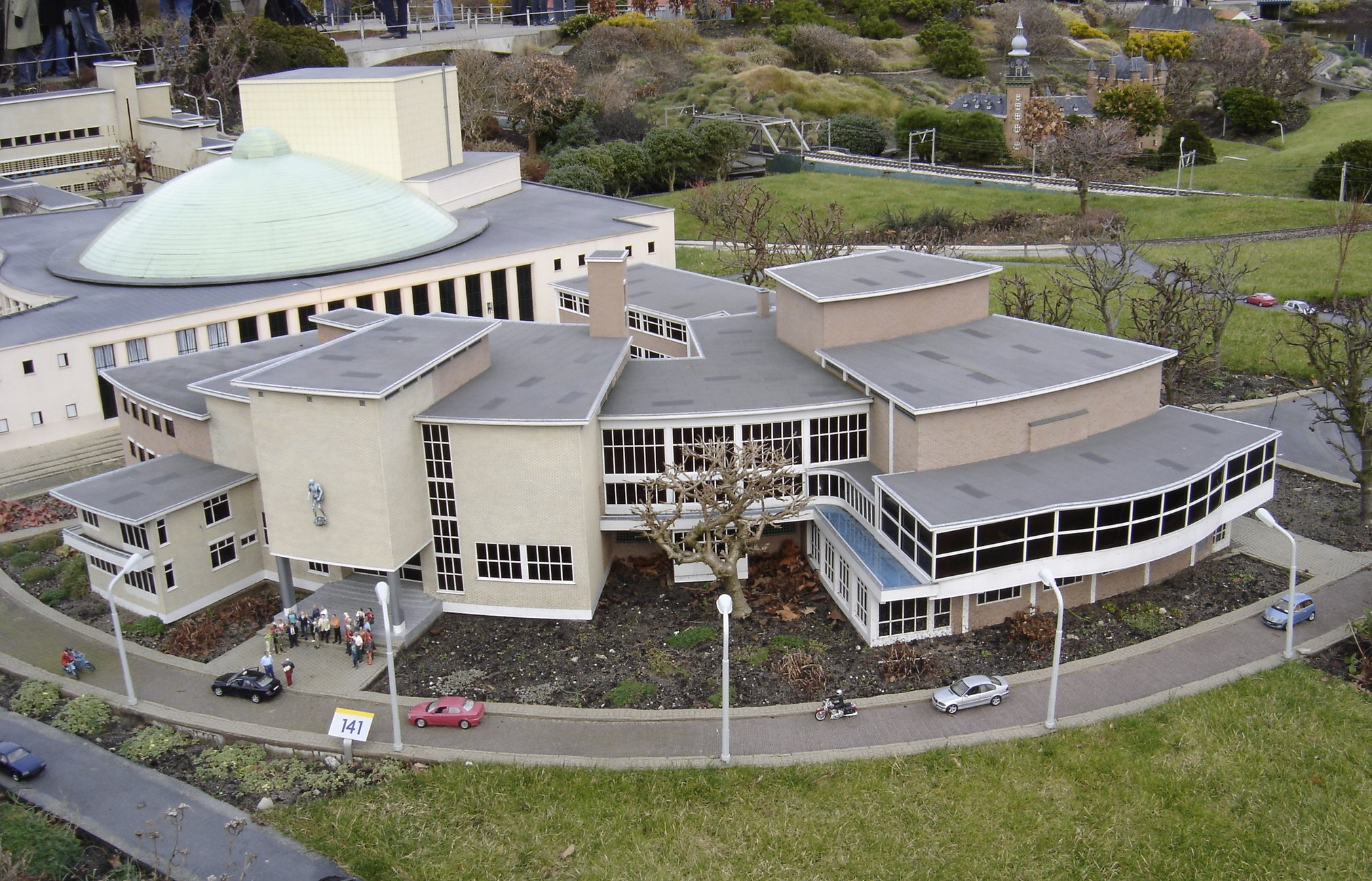
Model van de voormalige AVRO-studio in Madurodam.

De Algemene Vereniging Radio Omroep, afgekort AVRO, was een Nederlandse omroeporganisatie. De AVRO werd officieel opgericht aan het einde van 1927, maar de wortels reikten tot begin jaren twintig. Het was van oudsher een onafhankelijke mediaorganisatie, zonder binding met een religie of politieke groepering. Op 1 januari 2014 fuseerde de AVRO met de TROS tot AVROTROS. Sinds 7 september 2014 worden ook alle bestaande programma's uitgezonden onder de naam AVROTROS.
De omroep gaf drie omroepbladen uit: Televizier, TV Film en de Avrobode. Deze bladen bestaan nog steeds, maar vallen nu onder AVROTROS. Jaarlijks reikte de omroep de Gouden Televizier-Ring en de Gouden RadioRing uit. Deze ringen worden sinds 2014 uitgereikt door AVROTROS.

## Historie
Op 24 februari 1919 vond de eerste radio-uitzending in Nederland plaats, vanuit de Jaarbeurs te Utrecht. Op 21 juli 1923 vond de eerste radio-uitzending plaats vanuit de Nederlandsche Seintoestellen Fabriek te Hilversum. Op 1 maart 1926 zag de Stichting Hilversumsche Draadlooze Omroep het licht, die in maart 1927 werd hernoemd in Stichting Algemeene Nederlandsche Radio Omroep. Deze ANRO fuseerde op 28 december 1927 met de Nederlandsche Omroep Vereeniging uit Den Haag tot de Algemeene Vereeniging 'Radio Omroep', de AVRO. De drijvende kracht en inspirator ervan was directeur Willem Vogt en de eerste algemeen secretaris was oud-kolonel Frans Paul Albert van Gheel Gildemeester.
In de beginjaren werden radio-uitzendingen verzorgd met een cultureel, een ontspannend en een vormend karakter. Populaire programma's waren De Bonte Dinsdagavondtrein, de Hersengymnastiek, de kookrubriek van mevrouw Lotgering-Hillebrand, de rubriek Met Naald en draad voor u paraat door Ida de Leeuw van Rees en de boekbesprekingen door P.H. Ritter jr.

### Verzuiling
De AVRO pretendeerde alle geestelijke en maatschappelijke stromingen te bedienen, en zag zichzelf als de toekomstige nationale omroep. Toen de christelijke regering in 1930 in het zendtijdbesluit de katholieke KRO, de protestants-christelijke NCRV, de socialistische VARA, de vrijzinnig protestantse VPRO en de neutrale AVRO elk 20% van de zendtijd toebedeelde, stonden de "algemenen" op hun achterste benen. De AVRO organiseerde een volkspetitionnement waarbij 400.000 handtekeningen werden opgehaald, en in Den Haag vond een grote demonstratie plaats met ruim 100.000 deelnemers. Het mocht niet baten.
Van 1936 tot 2000 waren de studio's en het kantoor gevestigd in een complex aan 's-Gravelandseweg (50-52) in Hilversum.

### Tweede Wereldoorlog
AVRO-directeur Willem Vogt ontsloeg op 21 mei 1940 zeventien freelance programmamedewerkers onder wie een aantal joodse medewerkers zoals Jacob Hamel, Han Hollander, Max Tak, Jetty Cantor, Boris Lensky, Nicholas Roth en Albert van Raalte. De NSB'er Max Blokzijl startte 2 februari 1941 voor de onder curatele geplaatste AVRO met zijn serie wekelijkse radiopraatjes onder de titel ‘Ik was er zelf bij’, over zijn belevenissen in nazi-Duitsland. Alle aanpassingen ten spijt werd de AVRO door de Duitse bezetter opgeheven; een deel van het personeel ging op 9 maart 1941 over naar de Nederlandsche Omroep onder nationaalsocialistische leiding.

### Opkomst televisie

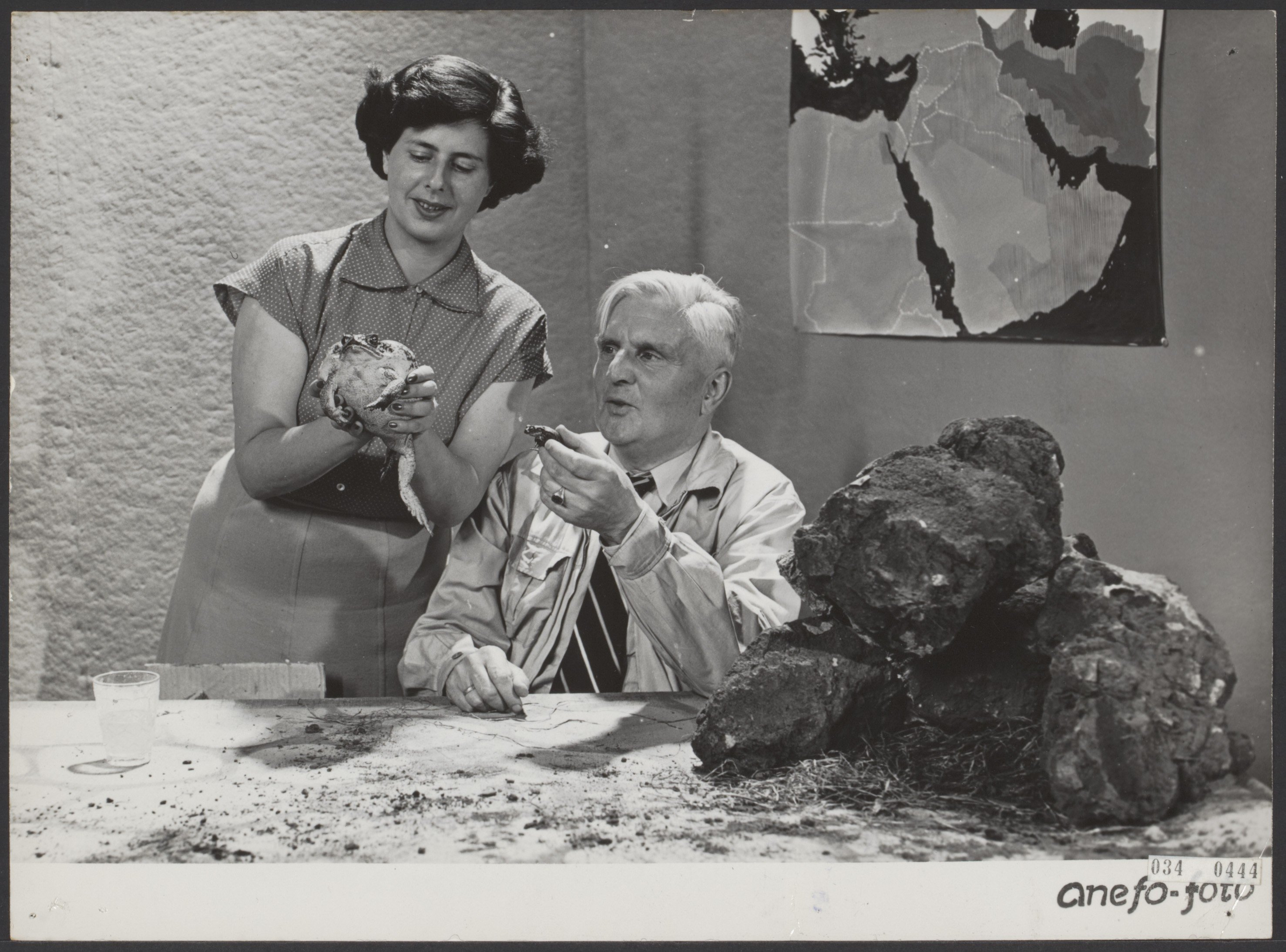
Eerste AVRO televisie-uitzending met omroepster Netty Rosenfeld, A.F.J. Portielje en een reuzenpad

Al voor de officiële introductie van televisie in Nederland was de AVRO bij deze nieuwe ontwikkelingen betrokken. Op 4 oktober 1951, twee dagen na de eerste Nederlandse televisie-uitzending, bracht de AVRO als eerste omroep een individuele uitzending. Vooral de voordracht van dr. A.F.J. Portielje was in deze eerste uitzending een succes, door de reuzenpad die hij uit Artis had meegebracht.
Eind jaren 1980 was AVRO betrokken bij een mislukte eerste poging voor commerciële televisie in samenwerking met twee ander omroepen en vier uitgeversorganisaties onder de naam ATV/EPTV.

### Fusie
In 2000 verhuisde de AVRO, met collega-omroeporganisaties KRO en NCRV naar het nieuwe AKN-gebouw, verderop aan de 's-Gravelandseweg.
Op 6 mei 2011 werd bekend dat AVRO en TROS gingen kijken of ze konden fuseren, naar aanleiding van kabinetsplannen om het aantal publieke omroepen te verminderen. Het doel was om in 2016 een volledig gefuseerde omroep te vormen met de naam AVROTROS. Vanaf 1 januari 2014 werden nieuwe programma's al aangeduid als programma's van de AVROTROS. Sinds 7 september 2014 zijn ook reeds bestaande programma's naar de AVROTROS gegaan, met bijbehorend logo en bijbehorende slogan. De fusie werd gerealiseerd met begeleiding van de laatste directeur van de Avro, Willemijn Maas.

## Minjon
In 1953 werd een jeugdafdeling van de AVRO-radio, Minjon, opgericht, waar jongeren, onder professionele begeleiding, hun eigen radioprogramma konden maken, dat werd uitgezonden onder de titel 'Op De Jonge Golf'. Deze Miniatuur Jeugd Omroep Nederland was een initiatief van Herman Broekhuizen, die zich al met jeugdprogrammering bezighield, en samen met Lily Petersen het programma "Kleutertje Luister" maakte. Wat hij bij de aanvang niet kon bevroeden, was dat het nogal padvinder-achtige initiatief - dat in plaatselijke afdelingen was verdeeld, elk onder leiding van een 'consul' -, waarbij vele honderden jongeren, die gefascineerd waren door het fenomeen 'radio', zich in de loop der jaren zouden aansluiten, aldus een kweekvijver zou worden voor de gehele Nederlandse omroep, en het ongewild later een groot informeel netwerk vormde, dat minstens vijftig jaar functioneerde. Bekende Minjonners zijn: Eugenie Herlaar, Joop van Zijl, Hans van Zijl, Audrey van der Jagt, Klaas Jan Hindriks, Will Simon, Theo Strengers, Joop Stokkermans, Donald de Marcas, Bram van Erkel, Eef Brouwers, Cees van Drongelen, Marga van Arnhem, Mireille Bekooij, Catherine Keyl, Koos Postema, Henk van Hoorn, Wouter Klootwijk, Theo Stokkink, Paul Haenen, Theo Uittenbogaard, Rob Klaasman, Ad 's-Gravesande, Felix Meurders, Edvard Niessing, Michael Bakker, Ruud Bos.

## Thema's
Begin deze eeuw werkte de AVRO met thematische ‘tribunes’. Deze inhoudelijke indeling liep zijn tijd bijna te ver vooruit, omdat de NPO zelf indelingen maakte op mediatype (radio, tv, internet). De AVRO heeft de tribunes midden jaren nul weer laten vallen. De AVRO hanteerde de volgende thema's:
- Dier en Natuur, verschillende milieuprogramma's
- AVRO Klassiek, klassieke muziek en concerten
- AVRO Kunst, verschillende programma's over kunst en cultuur, zoals Tussen kunst en kitsch
- AVRO Gezondheid, medische programma's en programma's gericht op bewegen, zoals Vinger aan de pols
- AVRO Musical, alles wat te maken heeft met theater en musical, zoals Op zoek naar Mary Poppins
- AVRO Kids, Hier worden alle kinderprogramma's ondergebracht

De focus ligt in de jaren tien op Kunst & Cultuur en Opinie & Debat.

## Televisie

### Binnenland
De programma's van de AVRO waren verdeeld over de drie publieke netten.
op alfabetische volgorde (de programma's beginnend met ‘AVRO's’ staan gerangschikt op hun eigen naam)
- Alle dieren tellen mee, met dierenarts Henk Lommers
- Alles Kits, Kinderprogramma met Bas Westerweel en Minoesch Jorissen (later met Erik van der Hoff en Paula Udondek)
- Andermans Veren, met Jacques Klöters (ook op Radio 5 Nostalgia met Kick van der Veer)
- De Astronautjes, poppenserie geschreven door Lo Hartog van Banda
- Atlas, met Lauren Verster
- AvaStars & AvaStars LIVE, met Ewout Genemans
- Babbelonië, spelprogramma gepresenteerd door Pim Jacobs
- De Bereboot, poppenserie geschreven door Lo Hartog van Banda
- Berebios, kinderprogramma met verschillende tekenfilms, presentatie: Hans van der Togt en Tante Neel
- Bij wijze van spreken, Taalspel met Carlo Boszhard (Zomer 1991)
- Blik op de weg, met tot 2012 Leo de Haas, huidig Frits Sissing
- Bloedverwanten
- De Brekers, comedyserie met Rijk de Gooyer, John Kraaykamp, Adèle Bloemendaal, Sacco van der Made en Ben Hulsman
- Budget TV met Tijl Beckand, Ruben Nicolai en Ruben van der Meer
- Buitenhof (samen met VARA & VPRO)
- Cash op Zolder, met Art Rooijakkers
- Charlie
- Close Up
- Dag huis, dag tuin, dag opbergschuur, kinderprogramma met Burny Bos en Wieteke van Dort
- Dag juf tot morgen, kinderserie van Burny Bos
- Daar bleef je voor thuis met Nelleke van der Krogt
- De Droomshow met Judith de Bruijn (later met Bart Peeters) (nog later Michael van Buuren)
- De Troon
- Duel over de grens (1995/1997)
- De Confetti club, kinderprogramma met Bas Westerweel en Judith de Bruijn
- Cultuurshake
- De Stille Kracht, drama tv spel
- De Tiende van Tijl, met Tijl Beckand
- Een mens wil op de vrijdagavond wel eens even zitten en een beetje lachen want er is al genoeg ellende op de wereld
- Eén van de acht, spelprogramma met Mies Bouwman
- EenVandaag (met TROS)
- Eeuwige roem (Fysiek programma. Pres. Toine van Peperstraten)
- Expeditie Poolcirkel, met Lauren Verster (het programma wordt nu uitgezonden door RTL)
- AVRO's Fietscross
- De Sleutels van Fort Boyard, avonturenspel, seizoen 1 met Bas Westerweel en Ria Visser, seizoen 2 (Avro/Tv 1 België) met Hans Schiffers en Alexandra Potvin.
- F.O.-Show, showprogramma met Fred Oster
- Fort Boyard, met Gerard Ekdom & Lauren Verster
- Forza TV, met Humberto Tan en Jessica Broekhuis [1991-1993]
- Get the Picture (tot 2003 samen met KRO), met achtereenvolgens Judith de Bruijn, Paula Udondek en Lucille Werner
- Gemma Glitter gezondheidsgala, met Juliëtte de Wijn als Gemma Glitter
- De Gimmie Gimmie game show, kindershow met Paula Udondek en Paul Groot
- Goedemorgen Nederland (tot 2004, de KRO en de NCRV gingen daarna verder zonder AVRO)
- Goldrush met Ad Visser
- Het Glazen Huis, soapserie (in samenwerking met TROS en BNN)
- Heartbeat VIPS
- Hoe heurt het eigenlijk?, met Jort Kelder
- Hoge Bomen, met Pieter Jan Hagens
- Hollands Glorie, dramaserie met Hugo Metsers
- Het internaat (2004)
- De ik Bennie Bang show, kinderprogramma
- In de hoofdrol, met Mies Bouwman (later met Frits Sissing)
- De Inbreker, Twee ex-inbrekers testen de beveiliging van huizen. De bewoners worden geconfronteerd met de harde werkelijkheid. Daarna wordt hun huis inbraakproof gemaakt.
- Jackpot (Kwis met Eddie Keur. 1990/1991 i.s.m. Tros/Veronica)
- Join the Beat, met Gerard Ekdom
- AVRO Junior Dance, met Tim Douwsma en Veronica van Hoogdalem
- Junior Songfestival, met Romy Monteiro
- Karel, praatprogramma met Karel van de Graaf
- Kom er maar eens achter, een spelprogramma met Mies Bouwman
- Avro Kids United met als presentator Sipke Jan Bousema
- Kinderbios, kinderprogramma met nagesynchroniseerde buitenlandse tekenfilms, verzorgd door Ring Workshop, presentatie: Hans van der Togt en de pop Boris
- Kinderprinsengrachtconcert, met Ewout Genemans
- Kinderen van Waterland, kinderserie van Burny Bos
- Koefnoen, met Paul Groot & Owen Schumacher
- Lawaaipapegaai, kinderprogramma met Burny Bos en Wieteke van Dort
- Maestro, met Frits Sissing
- Mensen zoals jij en ik, televisieserie met korte verhalen geschreven door Herbert Reinecker met in de hoofdrol Kees Brusse
- Mies, praatprogramma met Mies Bouwman
- De Mountiesshow, met René van Vooren en Piet Bambergen
- Minibios, minivariant van de Kinderbios
- Moef Ga Ga, popmuziekprogramma
- Nederland in Beweging!, met Karl Noten (later Duco Bauwens) en Olga Commandeur (het programma wordt nu uitgezonden door Omroep MAX)
- Netwerk (tot 2004, de KRO en de NCRV gingen daarna verder met de EO in plaats van AVRO)
- Ontdek je plekje, programma over toeristische tips van Joop Scheltens
- Op de Bon, met Nasrdin Dchar en Sipke Jan Bousema
- Operatie NL Fit, met Art Rooijakkers
- Opium, met Cornald Maas
- Opsporing Verzocht, met Anniko van Santen
- Op zoek naar ... (Evita), (Joseph), (Mary Poppins), (Zorro), met Frits Sissing
- Pauze tv, met Carlo Boszhard en Barbara van Beukering
- AVRO's Platenpanel, met Meta de Vries
- Prijs je rijk (De voorloper van Prijzenslag), prijzenshow met Fred Oster en IJf Blokker
- Prinsengrachtconcert, Hans van den Boom
- Post, kinderprogramma met Birgit Gantzert
- Puzzeluur met Jos Brink
- AVRO's Rallycross, vanaf 1969 uit Venlo en vanaf 1971 uit Valkenswaard, Regisseur Rob Herzet
- AVRO Service Salon met Edwin Rutten, met medewerking van Henk Molenberg (alleen eerste seizoen), met Catherine Keyl en Amanda Spoel (later ook met Tineke de Groot en Simone Wiegel)
- Sex met Angela, praatprogramma met Angela Groothuizen
- Slag bij Nieuwpoort
- SmartkidZ, met Marcel Kuijer en Renate Schutte
- Sonja's avonds, praatprogramma met Sonja Barend
- AVRO's Sportpanorama, sportprogramma met onder anderen Frank Kramer, Jos Kuijer, Jack van der Voorn en Ruud ter Weijden
- Sterrenslag, reeks spelprogramma's met bekende Nederlanders
- Strictly Come Dancing, met Kim-Lian van der Meij en Reinout Oerlemans
- Stuif es in, jeugdprogramma met Ria Bremer
- Telebingo, spelshow met Mies Bouwman (later met Carl Huybrechts)
- Televizier, actualiteitenrubriek met onder anderen Cees van Drongelen, Karel van de Graaf, Wibo van de Linde, Jaap van Meekren, Kees Mijnten en Amanda Spoel
- The Phone, met Frederik Brom  (het programma wordt nu uitgezonden door RTL met Eddy Zoëy)
- Toppop met Krijn Torringa en Ad Visser (later met Bas Westerweel)
- Toppop3, met Gerard Ekdom
- Tussen Kunst & Kitsch, met achtereenvolgens Cees van Drongelen, Nelleke van der Krogt en Frits Sissing
- De Uitdaging, met Angela Groothuizen
- Van Oude Mensen En De Dingen Die Voorbij Gaan, drama tv spel
- Vinger aan de Pols, met Ria Bremer en Pia Dijkstra
- Voor de vuist weg, praatprogramma met Willem Duys
- Voor elkaar, met Bas Westerweel
- Wedden dat..?, showprogramma met Jos Brink en Sandra Reemer/Myrna Goossen
- We gaan nog niet naar huis
- Wie is de Mol?, met Rik van de Westelaken
- Wie van de Drie, spelprogramma met onder anderen Nand Baert, Herman Emmink en Flip van der Schalie als presentator
- AVRO's Wie-kent-kwis, showprogramma met Peter Knegjens/Fred Oster
- Wordt Vervolgd, programma over strips en tekenfilms van Kees de Bree, Wouter Stips en Han Peekel
- Zoethout, Kinderprogramma uit 1983 met onder meer Wendy van Dijk
- ZipZoo: coördinaat X, met Sipke Jan Bousema & ZipZoo: WorldWide samen met Joey van der Velden

### Buitenland
op alfabetische volgorde
- Alleen op de wereld, Japanse tekenfilmserie
- CHiPs, politieserie met Erik Estrada
- Columbo, politieserie met Peter Falk
- Dallas, dramaserie met onder anderen Larry Hagman
- Doctor Snuggles, Britse nagesynchroniseerde tekenfilmserie
- ER
- The Dukes of Hazzard, Amerikaanse achtervolgingstienerserie
- Heidi, Japanse tekenfilmserie, nasynchronisatie door Ring Workshop
- Missing: Without a Trace
- Tatort/Schimanski
- Pippi animatie

### Omroepers/omroepsters
op chronologische volgorde
- Netty Rosenfeld (1951-1952)
- Heleen van Meurs (1953-1955)
- Mies Bouwman (1954-1955)
- Ageeth Scherphuis (1956-1966)
- Elizabeth Mooy (1959-1966, 1971-1976)
- Ilse Wessel (1963-1969)
- Lonneke Hoogland (1964-1968)
- Ria Bremer (1966-1970)
- Viola van Emmenes (1968-1969)
- Alice Oppenheim (1968-1975)
- Sonja van Proosdij (1969)
- Lous Haasdijk (1969-1975)
- Ingrid Drissen (1974-1980)
- Jos van Vliet (1975-1976)
- Hans van der Togt (1976-1989)
- Ilona Hofstra (1977-1979)
- Patricia Messer (1979-1985)
- Jack van der Voorn (1983)
- Monique van der Sande (1983-1985)
- Ad Visser (1985-1989)
- Myrna Goossen (1985-1990)
- Simon Visser (Avro-wervingsspots televisie) (1986)
- Roeland Kooijmans (1988-1991)
- Birgit Gantzert (1989-1992)
- Judith de Bruijn (1989-1992)
- Pauline Dekker (1990-1991)
- Humberto Tan (1991-1992)

## Radio

### Programma's
op alfabetische volgorde (de programma's beginnend met ‘AVRO’ staan gerangschikt op hun eigen naam)
- 1 op de Middag, met Pieter Jan Hagens, Dick Klees, Wim Rigter, Marjolijn Uitzinger en Roeland van Zeijst
- Andermans Veren (NPO Radio 5 Nostalgia)
- Antenne 2, met Roeland van Zeijst en Arjan Snijders
- Arbeidsvitaminen (NPO Radio 5)
- Best of 2Night (NPO Radio 2)
- De bonte dinsdagavondtrein
- De Sandwich (NPO Radio 5)
- Herman (NPO 3FM)
- Hersengymnastiek
- Hollands Glorie, met Krijn Torringa
- Hoorspelen, zie lijst van Nederlandse hoorspelen
- Easy Listening, met Tosca Hoogduin
- Effe Ekdom (NPO 3FM)
- Ekdom's After Dinner Trip (NPO Radio 6)
- Ekdom In De Nacht (NPO 3FM)
- Kleutertje luister met Herman Broekhuizen en Lily Petersen (1946-1975)
- Muziekmozaïek, met Willem Duys
- Musical Moods (NPO Radio 2)
- De Nachtdienst, met o.a. Marjolein Dekkers, Johan Doesburg, Astrid de Jong, Fred Oster, Martijn Rosdorff en Astrid de Jong
- AVRO's Radiojournaal
- Radio Lawaaipapegaai met Burny Bos, Wieteke van Dort, Joop Stokkermans (1976-1978)
- Roodshow (NPO Radio 2)
- Opium (NPO Radio 1)
- de Praktijk met Jan Mom
- Schiffers.fm (NPO Radio 2)
- Sherill for Real (NPO Radio 6)
- Superclean Dreammachine met Ad Visser
- Van Staa tot Zeven, met Jetske van Staa
- Toppers van Toen, met Jan Steeman
- Toppop Radio, met Ad Visser en Frank van der Mast
- Tijdperk Schiffers (NPO Radio 2)
- Vrijdagmiddag Live (NPO Radio 1)
- Vol gas, met Karel van de Graaf
- AVRO's Wekelijkse Sportrevue, met onder anderen Tom Schreurs en Dick van Rijn

### Internet
Sommige voormalige radioprogramma's gingen door met internetuitzendingen (zie externe links):
- Back to the Oldschool
- Toppers van Toen

De omroep had ook tien webkanalen en bood wekelijks ruim tien nieuwe muziekshows en interviews aan als podcasts. In 2012 nam de AVRO het station KX Radio over.

### Radiopresentatoren en -presentatrices en radio-omroepers
(Deze lijst bevat ook de Minjon-medewerkers)
- Robin Albers
- Marga van Arnhem
- Michael Bakker
- Mireille Bekooij
- Tom Blom
- Hans van den Boom
- Jan Boots
- Lex Braamhorst
- Wolter Braamhorst
- Gerrit den Braber
- Ria Bremer
- Peter Bree
- Jos Brink
- Eef Brouwers
- Marc Chavannes
- Cilly Dartell
- Marjolein Dekkers
- Wessel van Dijk
- Johan Doesburg
- Cees van Drongelen
- Willem Duys
- Harm Edens
- Anne van Egmond
- Gerard Ekdom
- Herman Emmink
- Bram van Erkel
- Herman Felderhof
- Karel van de Graaf
- Ad 's-Gravesande
- Pieter Grootendorst
- Stan Haag
- Paul Haenen
- Pieter Jan Hagens
- Simon Hammelburg
- Hein Hansen
- Eugènie Herlaar
- Jan van Herpen
- Klaas Jan Hindriks
- G.B.J. Hiltermann
- Tosca Hoogduin
- Henk van Hoorn
- Ben Houdijk
- Aldith Hunkar
- Kas van Iersel
- Audrey van der Jagt
- Astrid de Jong
- Caroline Kaart
- Catherine Keyl
- Rob Klaasman
- Dick Klees
- Tim Klijn
- Wouter Klootwijk
- Jacques Klöters
- Nelleke van der Krogt
- Marcel Kuijer
- Hans Kuyper
- Hettie Lubberding
- Alex van der Lugt
- Donald de Marcas
- Felix Meurders
- Jan Mom
- Erik van Muiswinkel
- Nada van Nie
- Edvard Niessing
- Ab Nieuwdorp
- Matthijs van Nieuwkerk
- Tom Nieuwenhuijsen
- Karel Nort
- Fred Oster
- Leo Pagano
- Dick Poons
- Tom Posch
- Petra Possel
- Koos Postema
- Roosmarijn Reijmer
- Jacco van Renesse
- Wim Rigter
- Dick van Rijn
- Jan-Willem Roodbeen
- Luc van Rooij
- Martijn Rosdorff
- Wim Ruth
- Edwin Rutten
- Sherill Samson
- Paul van Schaik
- Eddy Schekman
- Hans Schiffers
- Will Simon
- Hans Simonis
- Frits Sissing
- Els Smit
- Hans Smit
- Arjan Snijders
- Imre Somogyi
- Gerard Sonder
- Jetske van Staa
- Jan Steeman
- Rob Stenders
- Joop Stokkermans
- Maartje Stokkers
- Theo Stokkink
- Marjolein Stoop
- Theo Strengers
- Frits Thors
- Hans van der Togt
- Krijn Torringa
- Marjolijn Uitzinger
- Theo Uittenbogaard
- Jan van Veen
- Peter Veenendaal
- Kick van der Veer
- Rick van Velthuysen
- Mirjam Verhoef
- Arnold Verhoeven
- Paul van der Vlist
- Meta de Vries
- Bob Wallagh
- Maartje van Weegen
- Bas Westerweel
- Harry de Winter
- Siebe van der Zee
- Roeland van Zeijst
- Joop van Zijl
- Hans van Zijl
- Cees van Zijtveld
- Hans Zoet

## Vereniging
De vereniging AVRO kende de Verenigingsraad als toezichthoudend orgaan. Per 1 januari 2008 bestond het AVRO-bestuur uit:
- Paul Smits, voorzitter
- Rob Neutelings, vicevoorzitter
- Robert Croll, secretaris
- Kier Brul, penningmeester
- Peter van Gorsel, lid

## Slogans van de AVRO
- AVRO, 60 jaar in beweging
- Volop in beweging
- Dit wordt weer je avondje AVRO
- De eigenzinnige AVRO
- Een avondje AVRO daar blijf je voor thuis
- Een beetje klasse kan geen kwaad
- Je komt elkaar tegen bij de AVRO
- Voor een breder beeld
- Verrijk je wereld

## Beeldmerk

1963-1977
1977-1999
1999-2014

## Trivia
- Het verhaal gaat, dat wij het aan Willem Vogt, of eigenlijk aan zijn vrouw, of liever door haar dienstbode, te danken hebben dat de Nederlandse omroep zich in Hilversum concentreerde, en niet bijvoorbeeld in Den Haag of Amsterdam, wat meer in de rede gelegen zou hebben, omdat mevrouw Vogt destijds weigerde van Hilversum naar Amsterdam te verhuizen, waar de AVRO nog decennialang zijn hoofdzetel zou houden, omdat mevrouw Vogt zo verknocht was aan haar Gooise dienstbode.
- De AVRO moet niet worden verward met de fictieve Nieuwe AVRO, de in 1981 door Cor van der Laak opgerichte piratenomroep (Algemene van der Laak radio omroep) uit onvrede met het beleid van de oude AVRO. In het satirische programma Koot en Bie kwamen uitzendingen van de Nieuwe AVRO rond 1981 regelmatig voor.

Andermans Veren ·
Atlas ·
Babbelonië ·
BankGiro Loterij Restauratie ·
Blik op de weg ·
Bloedverwanten ·
Buitenhof** ·
Dag Juf, tot morgen ·
De Astronautjes ·
De Bereboot ·
De Brekers ·
De Droomshow ·
De Sleutels van Fort Boyard ·
De tiende van Tijl ·
De Troon ·
Die is de mol! ·
EenVandaag* ·
Een mens wil... ·
Eén van de acht ·
Expeditie Poolcirkel*** ·
Fort Boyard ·
Gouden Televizier-Ring Gala ·
Hoe heurt het eigenlijk? ·
In de hoofdrol ·
Join the Beat ·
Junior Eurovisiesongfestival ·
Junior Songfestival ·
Karel ·
Kinderprinsengrachtconcert ·
Koefnoen ·
Kom er maar eens achter ·
Lawaaipapegaai ·
Mag ik u kussen? ·
Mensen zoals jij en ik ·
Missers! ·
Nederland in Beweging!**** ·
Ontdek je plekje ·
Op de Bon ·
Op zoek naar Danny & Sandy ·
Op zoek naar Evita ·
Op zoek naar Joseph ·
Op zoek naar Maria ·
Op zoek naar Mary Poppins ·
Op zoek naar Zorro ·
Opium ·
Opsporing Verzocht ·
Prinsengrachtconcert ·
Service Salon ·
Sterrenjacht ·
Sterrenslag ·
Stuif es in ·
Telebingo ·
Televizier ·
The Phone ·
Toppop3 ·
Tussen Kunst & Kitsch ·
Vinger aan de Pols ·
We gaan nog niet naar huis ·
Wedden dat..? ·
Wie-kent-kwis ·
Wie is de Mol? ·
Wie is de Mol? Junior ·
Wordt Vervolgd
* In samenwerking met de TROS
** In samenwerking met VARA en VPRO
*** Dit programma is overgegaan naar RTL 5
**** Dit programma is overgegaan naar MAX
Arbeidsvitaminen (NPO Radio 5) · Andermans Veren (NPO Radio 5) · AVRO op de middag (NPO Radio 1) · De bonte dinsdagavondtrein · Effe Ekdom (3FM) · Herman (NPO 3FM) · Hersengymnastiek · Musical Moods (NPO Radio 2) · De Nachtdienst (NPO Radio 1) · De Sandwich (NPO Radio 2) · Schiffers.fm (NPO Radio 2) · Het Steenen Tijdperk (NPO Radio 2) · Vrijdagmiddag Live (NPO Radio 1)